# Macroglossum marquesanum
Macroglossum marquesanum là một loài bướm đêm thuộc họ Sphingidae, chi Macroglossum.